# أوسكار غونزاليس بريا

أوسكار غونزاليس بريا (بالفرنسية: Óscar González Brea)‏ (و. 1992  م) هو راكب دراجة هوائية إسباني، ولد في بونتيفيدرا.

## سباقات أو مراحل فاز بها
| التاريخ      | السباق                       | المركز                  |
| ------------ | ---------------------------- | ----------------------- |
| 25 مارس 2018 | كلاسيكا ألدياس دو زيستو 2018 | التاسع في التصنيف العام |

## روابط خارجية
- أوسكار غونزاليس بريا على موقع الاتحاد الدولي للدراجات (الإنجليزية)
- أوسكار غونزاليس بريا على موقع أرشيف الدراجات (الإنجليزية)
- أوسكار غونزاليس بريا على موقع إحصائيات الدراجات الإحترافية (الإنجليزية)
- أوسكار غونزاليس بريا على موقع نسبة الدراجات (الإنجليزية)